# Brug 1220
Brug 1220 en Brug 1221 zijn bouwkundige kunstwerken in Amsterdam-Zuidoost.

## Bruggen 1220 en 1221
Alhoewel de brugnummers wijzen op een opbouw in de jaren zeventig, dateren de bruggen uit 2010. Het Nelson Mandelapark onderging toen na verwaarlozing en jaren planning een ingrijpende vernieuwing. Daarbij kreeg het een andere indeling. Dit betekende ook dat er in verband met waterberging een extra vijver werd gegraven in de zuidwesthoek met verbindingen naar de afwateringstocht van het gehele park. Op die plek lag echter in het originele park ook een voetpad dat vanuit het westen aansluiting had op het Reigersposbad, dat het park van noord naar zuid doorsnijdt. Om dat voet- en fietspad haar functie te laten behouden werden er over die verbindingen twee voetbruggen gelegd: Brug 1220 en brug 1221. Ze zijn ontworpen door Mecanoo, die de gehele herinrichting van het park verzorgde en gefabriceerd bij Haasnoot Bruggen. Zij kwamen voor bruggen en toegangen met metalen frames met sierlijke lintmotieven daartussen; ze vormen alle een eenheid binnen het park, zie bijvoorbeeld ook Albert Helmanbrug (brug 1231). Alhoewel de linten in goudkleur zijn uitgevoerd, vallen de bruggen op enige afstand niet meer op in het landschap. 

## Brug 1166
Deze brug begon echter in 1976 als brug 1166. Die brug, ook al alleen voor voetgangers en fietsers, werd ontworpen door Dirk Sterenberg van de Dienst der Publieke Werken. Ze werd gebouwd op dezelfde plek als verbinding tussen de wijk Huntum en het Bijlmerpark (oude naam). De meer dan 25 meter lange brug was er een uit een grote serie voet- en fietsbruggen die Sterenberg voor Amsterdam-Zuidoost ontwierp te herkennen aan de dikke houten balken die de balustraden en leuningen vormen. Tientallen van die bruggen lagen verspreid over de wijk, de constructie had te lijden onder de slijtage van de verbinding tussen leuningen en balustraden enerzijds en de overspanningen anderzijds. De brug viel ten prooi aan de vernieuwing van het Nelson Mandelapark (nieuwe naam). 
<<< · 1201 · 1207 · 1208 · 1209 · 1210 · 1211 · 1212 · 1213 · 1216 · 1217 · 1218 · 1219 · 1220 · 1221 · 1223 · 1224 · 1230 · 1231 · 1246 · 1259 · 1260 · 1261 · 1263 · 1264 · 1265 · 1266 · 1267 · 1268 · 1269 · 1270 · >>>
Brugnummers 1200, brug 1202 (Ouder-Amstel), 1203-1206, 1214, 1215, 1222, 1225-1229, 1232-1245, 1247-1258, 1262 en 1271-1299 zijn niet (meer) in gebruik.